# NK Pazinka Pazin
NK Pazinka - Pazin  je nogometni klub iz grada Pazina.
U sezoni 2020./21. se natječe u 3. HNL – Zapad.

## Povijest
Klub je osnovan 1948. godine kao Sportsko Društvo Pazin, iako se u Pazinu nogomet počeo igrati još 1912. godine. Krajem 1960-ih pobjeđuju u Istarskoj ligi i stječu pravo igrati u zonskoj ligi Rijeka – Pula. Dana 15. rujna 1970. povezuju se s pazinskom tekstilnom industrijom, te mijenjaju ime u NK Pazinka. Od 1985. godine igrao u Hrvatskoj ligi – Zapad. Nakon pet godina pobijedili su u ligi. Sljedeće godine uspostavljena je neovisna Hrvatska i osnovana samostalna HNL, a Pazinka kao prvak Hrvatske lige – Zapad stekla je pravo igrati u 1. HNL. Nakon dvije sezone ispali su u 2. HNL 1993./94. igrali su osminu finala hrvatskog kupa i ispali od Zagreba. Od 1998./99. igrali su u Trećoj HNL, a potom u županijske i međužupanijske lige. Godine 2008. vratili su se u Četvrtu HNL – Zapad. Imali su pokrovitelja Qubika i četiri godine je klub bio u usponu. Dvije su godine igrali turnir Kvarnersku rivijeru, sve kategorije imale su dobre rezultate.
Kolovoza 2012. Izvršni odbor kluba aktivnosti je prebacio u novonastalu udrugu Pazinka-Pazin. Dugi niz godina klub je pokušavao osigurati normalan rad, usprkos skromnim novčanim sredstvima. Budući da su na svakom koraku nailazili na neki problem koji ih je gušio, izgubili su vremenom i sponzora, pa su zbog transparentnosti i zakonitosti u odboru odlučili za novu udrugu na koju su prebacili djelatnost. Po logici stvari i po zakonskim obvezama to je značilo da idu od početka, što samo po sebi uključuje ispadanje u najniži rang natjecanja, u Drugu ŽNL – Središte.

## Uspjesi
Prve uspjehe postižu krajem 1960-ih kada postaju prvaci Istarske lige, te se plasiraju u regionalnu ligu Rijeka – Pula.
Od 1985. godine natječu se u Hrvatskoj ligi – Zapad, čiji prvaci postaju sezone 1989./90. Nakon osnutka 1. HNL, dvije sezone natjecali su se u 1. HNL, 1992./93. kada zauzimaju 11. mjesto i 1993./94., kada zauzimaju 15. mjesto i ispadaju u 2. HNL. U 2. HNL su se zadržali do sezone 1997./98., kada ispadaju u 3. HNL, a kasnije i u niže rangove. 

## Poznati igrači i treneri
Najpoznatiji treneri koji su radili u Pazinki su Enzo Zohil, Željko Turina, Liberto Ferenčić i Luka Bonačić a najpoznatiji igrači Tonči Gabrić, Domagoj Kosić, Zoran Škerjanc, Dean Mostahinić, albanski reprezentativac Artan Bano, bosanskohercegovački reprezentativac Sead Seferović, Giovanni Marion, Mario Raunich, Josip Pamić, Igor Pamić te Dado Pršo koji je upravo u Pazinki ubilježio svoje prve prvoligaške nastupe. Klub je 2008. proslavio 60 godina postojanja.

## Vanjske poveznice
- Službene stranice kluba  Arhivirana inačica izvorne stranice od 2. kolovoza 2013. (Wayback Machine)
- Worldfootball.net
- Nogometni leksikon